# Kommandant des Sowjetischen Sektors von Berlin
Der Kommandant des Sowjetischen Sektors von Berlin war einer der vier Stadtkommandanten von Berlin, der die Rote Armee in der Interalliierten Militärkommandantur (später: Alliierte Kommandantura) vertrat. Die Alliierte Kommandantur war das Organ, mit dem die vier Besatzungsmächte USA, Großbritannien, Frankreich und Sowjetunion nach dem Zweiten Weltkrieg ab dem 4. Juli 1945 die Kontrolle über die damalige Viersektorenstadt ausübten. Sie war dem Alliierten Kontrollrat unterstellt. Bis zum 4. Juli beherrschte die Rote Armee die Stadt allein.
Mit der Gründung der DDR im Jahr 1949 wurde die Verwaltungshoheit dem Ost-Berliner Magistrat übergeben. Allerdings blieb der Vertreter der sowjetischen Kontrollkommission in Berlin weiterhin der militärische Befehlshaber in Ost-Berlin.
Nach dem Mauerbau wurde im Jahr 1962 ein Stadtkommandant für Ost-Berlin eingesetzt. Diese Funktion wurde bis zu ihrer Abschaffung im Jahr 1990 von einem General der NVA der DDR ausgeübt.

## Die Kommandanten
Kommandanten des Sowjetischen Sektors
|                    | Armee | Zeitraum                           |
| Nikolai Bersarin   | GSSD  | 28. April 1945 – 16. Juni 1945     |
| Alexander Gorbatow | GSSD  | 17. Juni 1945 – 19. November 1945  |
| Dmitri Smirnow     | GSSD  | 19. November 1945 – 1. April 1946  |
| Alexander Kotikow  | GSSD  | 01. April 1946 – 10. November 1949 |

Vertreter der sowjetischen Kontrollkommission in Berlin
|                    | Armee | Zeitraum                         |
| Alexander Kotikow  | GSSD  | 11. November 1949 – 7. Juni 1950 |
| Sergei Dengin      | GSSD  | 07. Juni 1950 – 28. Mai 1953     |
| Pjotr Dibrowa      | GSSD  | 28. Mai 1953 – 23. Juni 1956     |
| Andrei Tschamow    | GSSD  | 28. Juni 1956 – 26. Februar 1958 |
| Matwei Sacharow    | GSSD  | 26. Februar 1958 – 9. Mai 1961   |
| Andrei J. Solowjow | GSSD  | 09. Mai 1961 – 22. August 1962   |

Stadtkommandanten von Ost-Berlin
|                     | Armee | Zeitraum                               |
| Helmut Poppe        | NVA   | 23. August 1962 – 31. Mai 1971         |
| Arthur Kunath       | NVA   | 01. Juni 1971 – 31. August 1978        |
| Karl-Heinz Drews    | NVA   | 01. September 1978 – 31. Dezember 1988 |
| Wolfgang Dombrowski | NVA   | 01. Januar 1989 – 30. September 1990   |
| Detlef Wendorf      | NVA   | 01. Oktober 1990 – 2. Oktober 1990     |